# 拉克鲁瓦巴雷兹
拉克鲁瓦巴雷兹（法語：Lacroix-Barrez，發音：[lakʁwa baʁɛs]）是法国阿韦龙省的一个市镇，属于罗德兹区。

## 地名
该地名“Lacroix-Barrez”发音为[lakʁwa baʁɛs]，末尾字母“s”发音，《世界地名翻译大辞典》与《世界地名译名词典》将其误译作“拉克鲁瓦巴雷”。

## 地理
拉克鲁瓦巴雷兹（44°46'37"N, 2°38'10"E）面积28.01 平方千米，位于法国奧克西塔尼大區阿韦龙省，该省份为法国南部内陆省份，位于法國中央高原南部，北起顺时针与康塔爾省、洛泽尔省、加尔省、埃罗省、塔恩省、塔恩-加龙省和洛特省接壤。
与拉克鲁瓦巴雷兹接壤的市镇（或旧市镇、城区）包括：布罗马、蒙泰济克、米罗尔、圣伊波利特、圣桑福里安-德泰尼耶尔、托萨克。
拉克鲁瓦巴雷兹的时区为UTC+01:00、UTC+02:00（夏令时）。

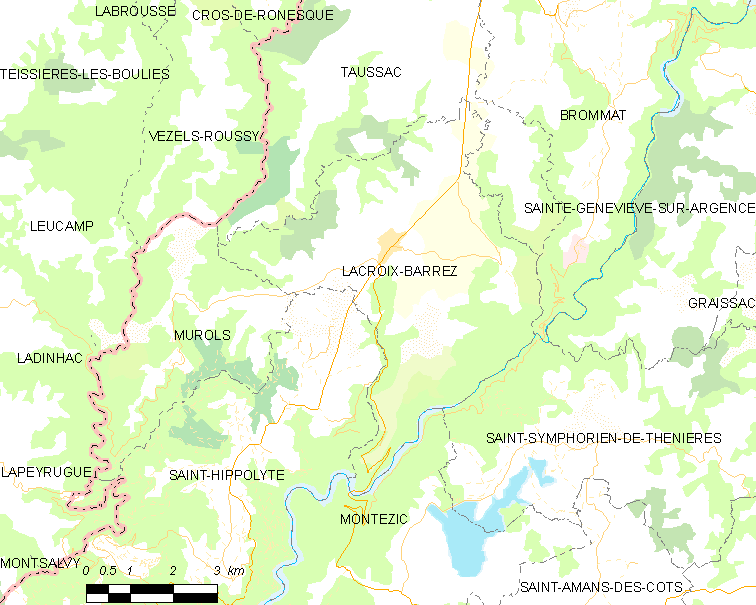
拉克鲁瓦巴雷兹的OSM定位图

## 行政
拉克鲁瓦巴雷兹的邮政编码为12600，INSEE市镇编码为12118。

## 政治
拉克鲁瓦巴雷兹所属的省级选区为欧布拉克-卡尔拉代斯县。

## 人口

1962-2008年间拉克鲁瓦巴雷兹人口变化图示

拉克鲁瓦巴雷兹于2022年1月1日时的人口数量为531人。